# 木島則夫
木島 則夫（きじま のりお、1925年〈大正14年〉5月10日 - 1990年〈平成2年〉4月13日）は、日本の司会者、ニュースキャスター、アナウンサー、政治家。民社党所属の参議院議員（2期）。

## 来歴・人物

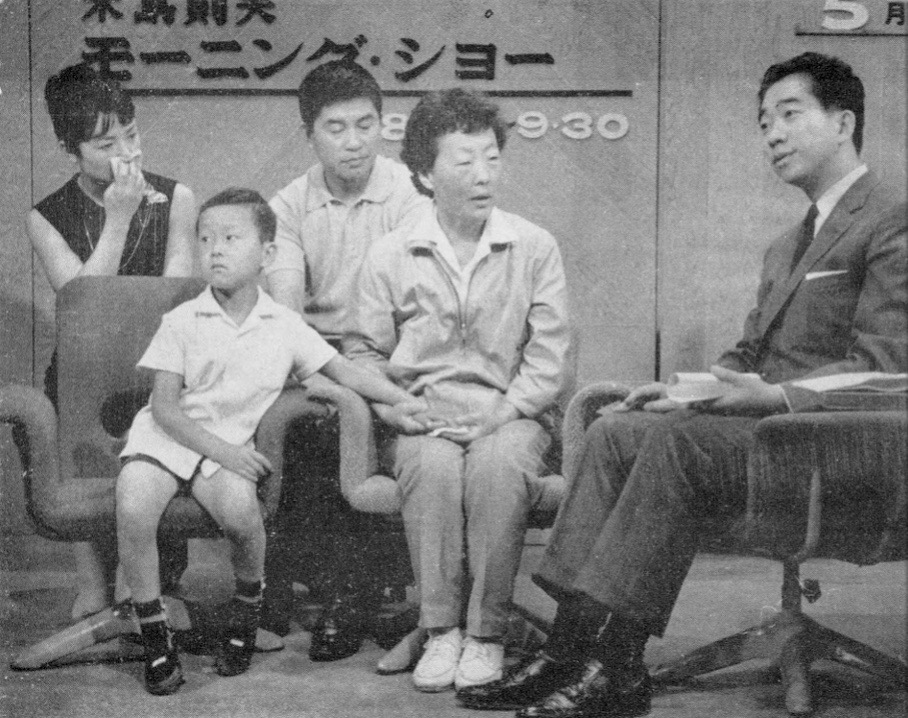
1964年5月28日放映の『木島則夫モーニングショー』。左から、サブ司会者の井上加寿子、韓国の福祉活動家の望月カズの養子、サブ司会者の栗原玲児、望月カズ、総合司会の木島。木島の計らいにより、望月は番組の中で、養父の永松晃と19年ぶりに対面した。

東京都出身。旧制横須賀中学（現神奈川県立横須賀高等学校）、明治学院大学文学部英文科を卒業。1948年に、読売新聞社の採用試験を受け不合格となったが、NHKのアナウンサー採用試験で合格し入局、クイズ番組『危険信号』『生活の知恵』などの司会を担当した。1964年3月にNHKを退職し、その直後の同4月より、日本教育テレビ（NET。現テレビ朝日）と局契約アナウンサー（嘱託職）を結び、『木島則夫モーニングショー』の司会を1968年3月まで務め（『モーニングショー』自体も初代の総合司会者だった）、「泣きの木島」と呼ばれて人気を集めて、ワイドショーブームの火付け役となった。
『モーニングショー』降板後はNETとの出演契約を解消し、日本テレビと新たに専属出演契約を締結。1967年から『木島則夫ハプニングショー』、『NNNワイドニュース』などの司会を担当した。
1971年の第9回参議院議員通常選挙に民社党公認で東京都選挙区から出馬、現職の改選議員がいなかった自由民主党が前警視総監の原文兵衛を擁立し（一部は元消防総監の江藤彦武を支援）公明党も新人の黒柳明を擁立、日本社会党の木村禧八郎、日本共産党の野坂参三、無所属の市川房枝と強豪揃いの中選挙戦を戦う。結局この参院選で木島は当選、木村と市川が落選した。
1977年の第11回参議院議員通常選挙でも再選され青年婦人対策委員長を務めるが、3選を狙った1983年の第13回参議院議員通常選挙では新自由クラブを脱党し税金党で出馬した野末陳平と支持層が重なったこともあり、落選。そのまま政界を退き、癌で闘病の日々を送る。
1990年4月13日、癌のため死去、64歳。死没日をもって勲二等瑞宝章追贈、従四位に叙される。墓所は台東区の一乗寺。

## 出演番組

### NHK
- 危険信号
- 生活の知恵

### 民放移籍後
NETテレビ（現・テレビ朝日）専属契約時代
- 木島則夫モーニングショー（1964年4月 - 1968年3月、総合司会）

日本テレビ専属契約時代
| 期間          | 期間           | 番組名                   | 役職 |
| ------------- | -------------- | ------------------------ | --- |
| 1968年5月18日 | 1968年10月12日 | 木島則夫ハプニングショー | 司会 |
| 1968年9月30日 | 1971年3月31日  | NNNワイドニュース        | キャスター ※1968年12月末まで月～水曜日担当、1969年1月6日から同年9月27日まで全曜日担当、同年9月29日から月～金曜日担当 |

上記のNETテレビ（現・テレビ朝日）→日本テレビ専属契約終了後
- 小川宏ショー（フジテレビ、国会関連リポート担当）

## 著書
- 『おはよう木島則夫です 「モーニング・ショー」こぼれ話』講談社、1966年3月28日。NDLJP:2509088。
- 『人を動かす話し方 : おしゃべり無器用論』講談社、1966年3月28日。NDLJP:2509091。

## 関連書籍
- 木島喜世子『私と木島則夫の闘い 癌と老いとの2500日』リム出版新社、1991年。